# Chaussée de l'Étang
Ne doit pas être confondu avec Route de l'Étang.
La chaussée de l'Étang est une voie commune à la commune de Saint-Mandé dans le Val-de-Marne et, depuis 1929, au 12e arrondissement (et plus précisément à son quartier du Bel-Air) de Paris. 

## Situation et accès
Elle se situe à Saint-Mandé sur les numéros pairs et à l'orée du bois de Vincennes rattaché au 12e arrondissement pour le côte opposé (pas de numéro). Le sol de cette voie appartient à la Ville de Paris.
La chaussée de l'Étang est accessible par la ligne de métro 1 aux stations Saint-Mandé et Bérault.

## Origine du nom
Il s'agit de l'ancien nom du lac de Saint-Mandé qui était originellement appelé « l'étang ».

## Historique
La chaussée de l'Étang est une très vieille voie de Saint-Mandé, puisqu'il en est fait mention au moment de la construction du château de Vincennes au XIIIe siècle. Vers 1275, Philippe le Hardi expulsa en effet les habitants de Saint-Mandé pour construire les prémices du futur château. Ceux-ci vinrent s'installer le long de l'étang (futur lac de Saint-Mandé), en bordure du mur d’enceinte du château. Afin d’éviter les inondations, les bords de l’étang furent réhaussés d’une digue ou chaussée. C'est l’origine de la « chiaussée de l’Estanc », mentionnée pour la première fois en 1276.

## Bâtiments remarquables et lieux de mémoire
La chaussée de l'Étang part de l'avenue Daumesnil à Paris et finit route de la Tourelle à Paris (bois de Vincennes) et rue de la Tourelle à Saint-Mandé. Elle donne partiellement sur le lac de Saint-Mandé. Les bâtiments notables sont :
- L'ensemble de la chaussée de l'Étang est un quartier résidentiel de Saint-Mandé avec des immeubles du XIXe siècle et du début du XXe siècle, les plus luxueux de la ville, donnant directement et sans vis-à-vis sur le lac de Saint-Mandé et sur le bois de Vincennes.
- Le n° 18 est signé Albert Sélonier.
- Pension Couard au n° 32 où Yvette Guilbert a été demi-pensionnaire vers 1873-1874.
- La maison de garde au no 44, qui fut construite au XVIe siècle.
- Une clinique-maternité fermée dans les années 1970, située au no 48, portait ce nom.
- La maison du no 52[4], construite en 1891 par l'architecte Georges Debrie.
- L'immeuble Art déco du no 90bis conçu en 1930 par l'architecte Aristide Daniel.
- Bibliothèque municipale de Saint-Mandé.
- Le débouché de l’avenue de Bel-Air, sur la chaussée de l’Étang, porte officiellement le nom de porte du Bel-Air[1].